# Windmühle (Světlík)

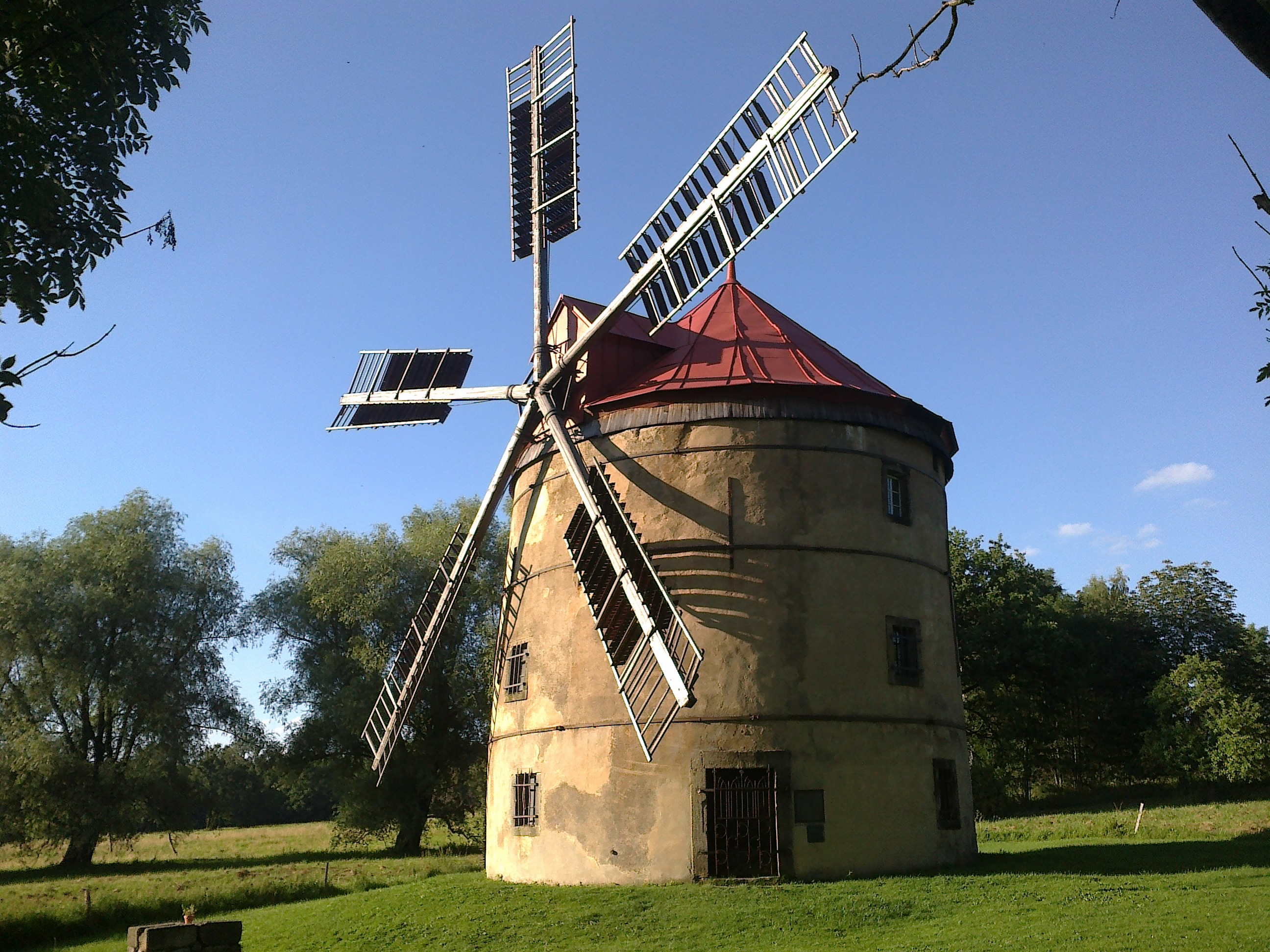
Windmühle in Horní Podluží

Die Windmühle in Světlík (deutsch Lichtenberg), einem Ortsteil der tschechischen Gemeinde Horní Podluží (deutsch Obergrund) im Okres Děčín in der Region Ústecký kraj, wurde 1843 errichtet. Die Windmühle steht im Böhmischen Niederland südöstlich des Ortes  und ist ein geschütztes Kulturdenkmal.
Die ehemalige Holländerwindmühle wird seit 1945 nicht mehr genutzt.